# Letonia la Concursul Muzical Eurovision
Letonia a participat la Concursul Muzical Eurovision de 25 ori, debutând în anul 2000, unde Brainstorm a terminat pe locul 3, cu piesa "My Star". Primul câștig al țării a venit în anul 2002, unde Marie N cu piesa ei „I Wanna”, devansând pe Malta cu 12 puncte, primind 176 de puncte. Câștigând, concursul din 2003 a fost susținut la Riga, capitala Letoniei.

## Participări

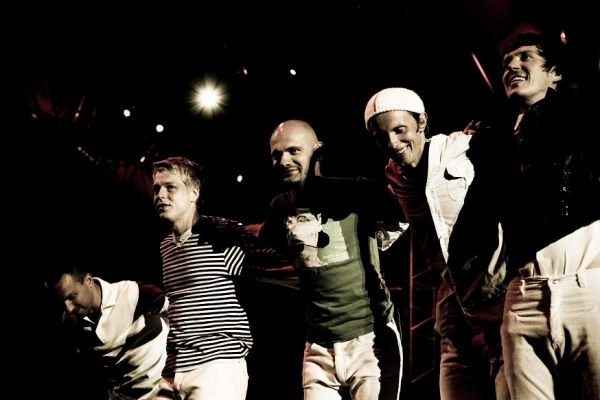
Primii reprezentanți la Stockholm (2000)

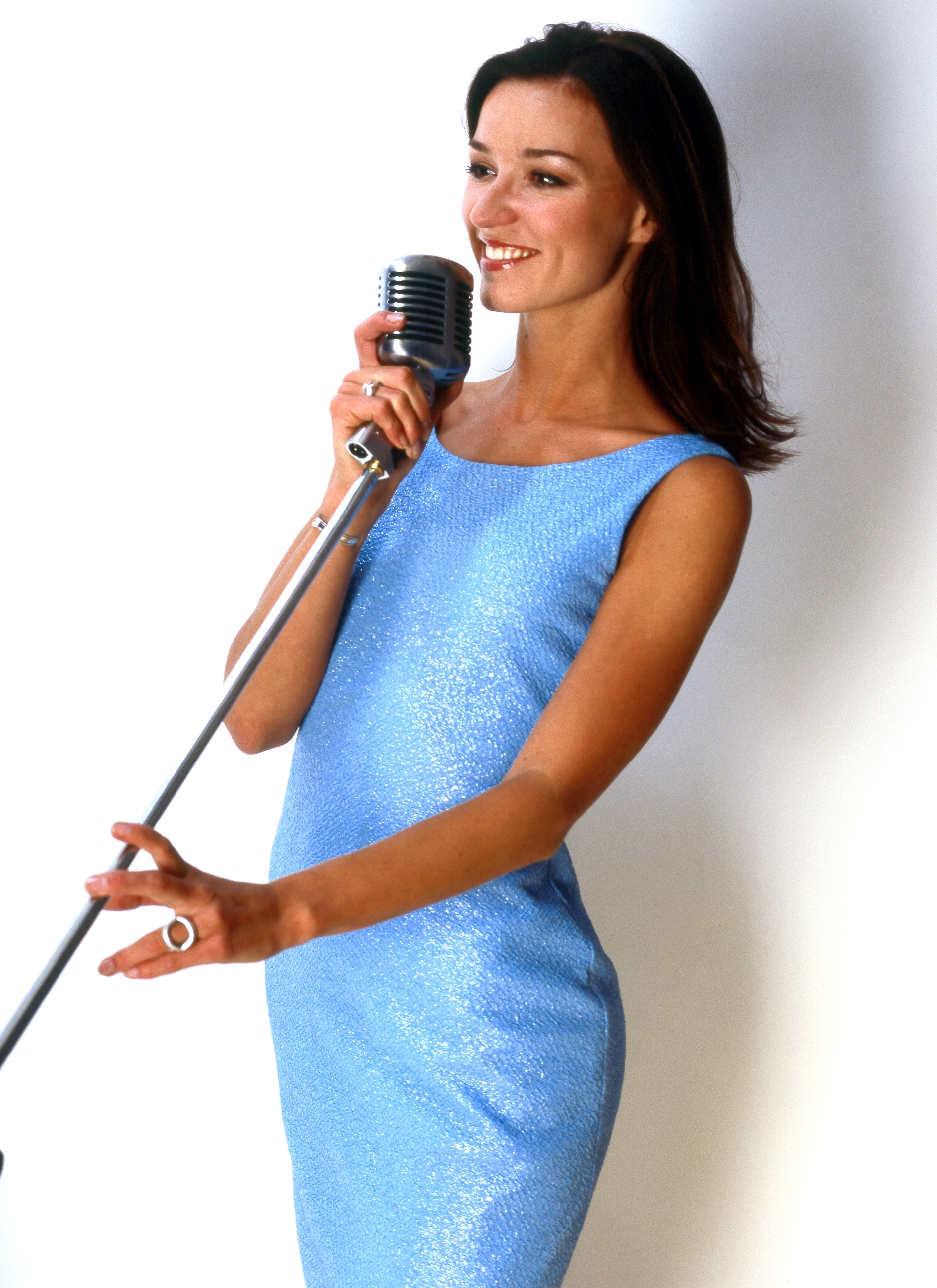
Câștigătoarea de la Talinn (2002)

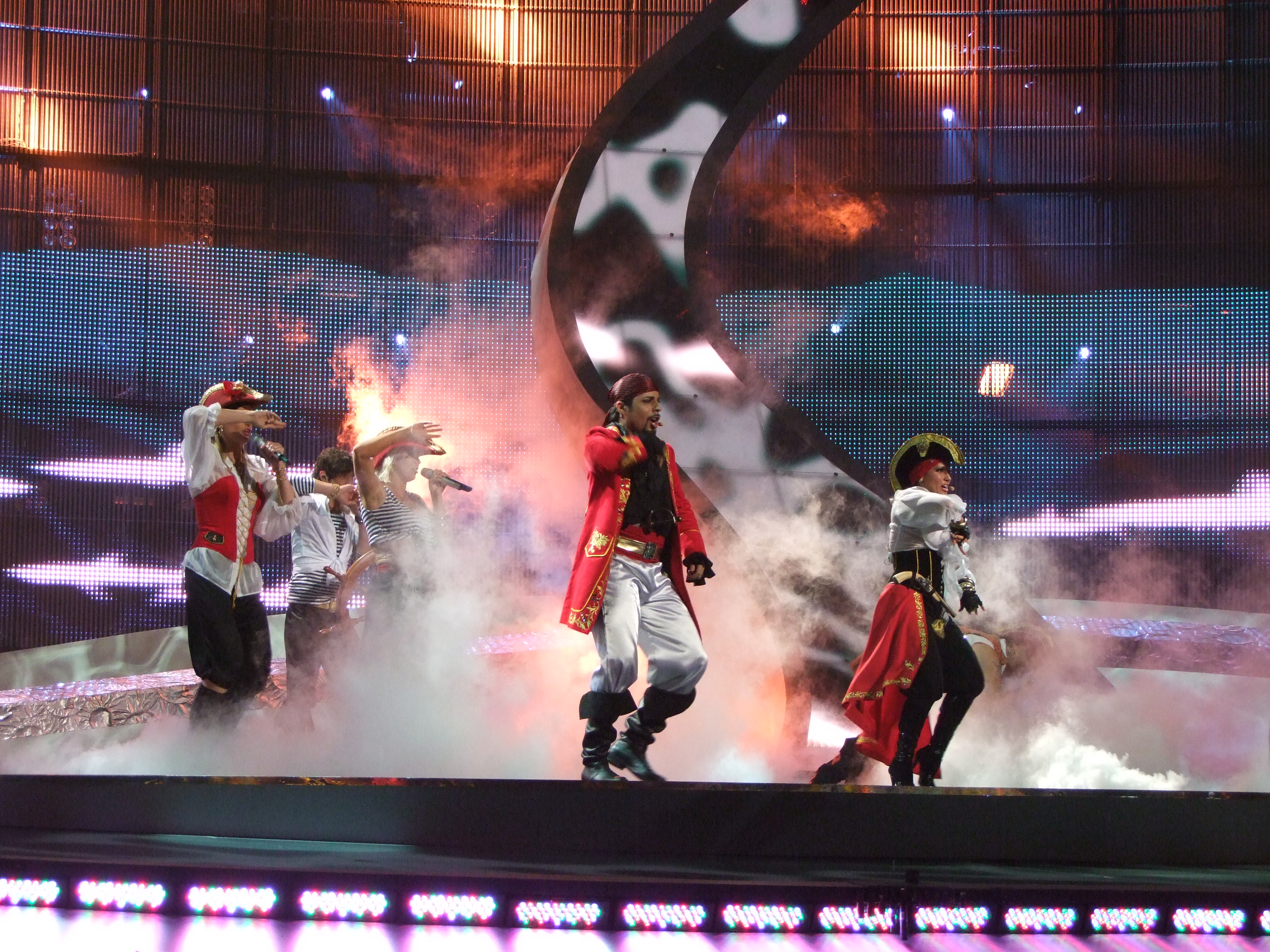
Pirates of the Sea la Belgrad (2008)

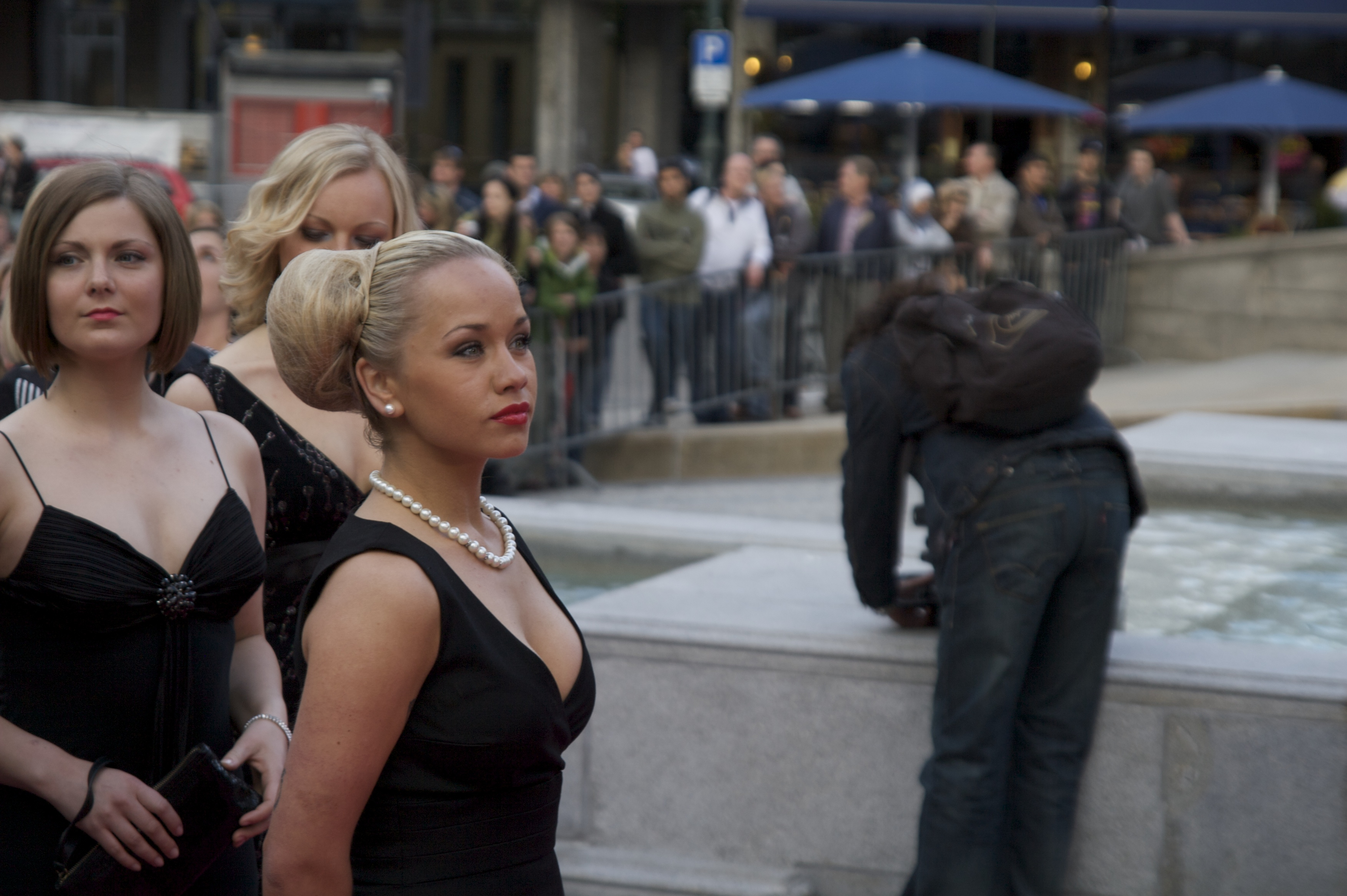
Aisha, reprezentanta la Oslo (2010)

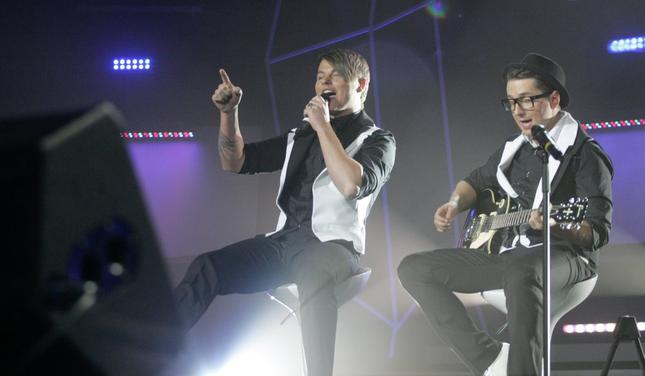
Musiqq la Düsseldorf (2011)

| An   | Gazda      | Artist             | Titlu                 | Finala | Puncte | Semi   | Puncte |
| ---- | ---------- | ------------------ | --------------------- | ------ | ------ | ------ | ------ |
| 2000 | Stockholm  | Brainstorm         | "My Star"             | 3      | 136    |        |        |
| 2001 | Copenhaga  | Arnis Mednis       | "Too Much"            | 18     | 16     |        |        |
| 2002 | Tallinn    | Marie N            | "I Wanna"             | 1      | 176    |        |        |
| 2003 | Riga       | F.L.Y.             | "Hello From Mars"     | 24     | 5      |        |        |
| 2004 | Istanbul   | Fomins and Kleins  | "Dziesma par laimi"   | X      | X      | 17     | 23     |
| 2005 | Kiev       | Walters and Kazha  | "The War Is Not Over" | 5      | 153    | 10     | 85     |
| 2006 | Atena      | Vocal Group Cosmos | "I Hear Your Heart"   | 16     | 30     | X      | X      |
| 2007 | Helsinki   | Bonaparti.lv       | "Questa notte"        | 16     | 54     | 5      | 168    |
| 2008 | Belgrad    | Pirates of the Sea | "Wolves of the Sea"   | 12     | 83     | 6      | 86     |
| 2009 | Moscova    | Intars Busulis     | "Probka" (Пробка)     | X      | X      | 19     | 7      |
| 2010 | Oslo       | Aisha              | "What For?"           | X      | X      | 17     | 11     |
| 2011 | Düsseldorf | Musiqq             | "Angel in Disguise"   | X      | X      | 17     | 25     |
| 2012 | Baku       | Anmary             | "Beautiful Song"      | X      | X      | 16     | 17     |
| 2013 | Malmö      | PeR                | "Here We Go"          | X      | X      | 17     | 13     |
| 2014 | Copenhaga  | Aarzemnieki        | "Cake To Bake"        | X      | X      | 13     | 33     |
| 2015 | Viena      | Aminata            | "Love Injected"       | 6      | 186    | 2      | 155    |
| 2016 | Stockholm  | Justs              | "Heartbeat"           | 15     | 132    | 8      | 132    |
| 2017 | Kiev       | Triana Park        | "Line"                | X      | X      | 18     | 21     |
| 2018 | Lisabona   | Laura Rizzotto     | "Funny Girl"          | X      | X      | 12     | 106    |
| 2019 | Tel Aviv   | Carousel           | "That Night"          | X      | X      | 15     | 50     |
| 2020 | Rotterdam  | Samanta Tīna       | "Still Breathing"     | Anulat | Anulat | Anulat | Anulat |
| 2021 | Rotterdam  | Samanta Tīna       | "The Moon Is Rising"  | X      | X      | 17     | 14     |
| 2022 | Torino     | Citi Zēni          | "Eat Your Salad"      | X      | X      | 14     | 55     |
| 2023 | Liverpool  | Sudden Lights      | "Aijā"                | X      | X      | 11     | 34     |
| 2024 | Malmö      | Dons               | "Hollow"              | 16     | 64     | 7      | 72     |
| 2025 | Basel      | Tautumeitas        | "Bur man laimi"       | 13     | 158    | 2      | 130    |

## Gazdă
| An   | Oraș | Locație     | Prezentatori                     |
| ---- | ---- | ----------- | -------------------------------- |
| 2003 | Riga | Skonto Hall | Marija Naumova și Renārs Kaupers |